# حكومة الطوارئ الإسرائيلية 2023
حكومة الطوارئ الإسرائيلية أو مجلس الوزراء الحربي أو كابينيت الحرب هو تشكيلة لمجلس الوزراء الإسرائيلي القادم، الذي تم تشكيله في 11 أكتوبر 2023 بعد اندلاع الحرب بين إسرائيل وحماس عام 2023. وتتكون الحكومة الائتلافية من أحزاب من الحكومة السابعة والثلاثين وأعضاء من حزب الوحدة الوطنية المعارض ويقودها بنيامين نتنياهو بصفته رئيس وزراء إسرائيل.
اتفق بنيامين نتنياهو، رئيس الوزراء الحالي وبيني غانتس، رئيس الوزراء المناوب ووزير الدفاع السابق، على تشكيل حكومة حرب تضم نتنياهو وغانتس ووزير الدفاع يوآف غالانت. وفي بيان مشترك لحزب الوحدة الوطنية الذي يتزعمه غانتس جاء، في البيان أن حكومة الوحدة لن تروج لأي سياسة أو قوانين غير ذات صلة باستثناء تلك المتعلقة بالقتال المستمر مع حماس في غزة. وهي مخولة باتخاذ القرارات المتعلقة بالحرب دون المرور عبر الكنيست (البرلمان الإسرائيلي) . بدأت المفاوضات على تشكيل هذه الحكومة مباشرةً بعد اندلاع عملية طوفان الأقصى. وتتكون من رئيس الوزراء ووزير الدفاع ورئيس المعسكر الرسمي بيني غانتس. وسيكون هناك مراقبان آخران، هما غادي آيزنكوت ورون ديرمر.

## خلفية
مَعْرَكَةُ طُوفَانِ الْأَقْصَى، وفي إسرائيل عملية السُّيُوف الحَديديَّة، كما تُشير إليها بعض المصادر بالانتِفَاضَة الثَّالِثَة، هي عمليةٌ عسكرية مُمتدة شنَّتها فصائلُ المُقَاوَمة الفِلَسْطِيْنِيَّة في قِطَاعِ غَزَّة وعَلى رأسِها حَرَكةُ حَمَاس عَبر ذراعها العسكري كتائب الشهيد عز الدّين القسام في أوَّلِ سَاعَاتِ صَبَاحِ يَوْمِ السَّبت 22 ربيع الأوَّل 1445 هـ (7 أكتوبر 2023 م)، إذ أعلَنَ القَائِد العام للكتائب مُحمَّد الضيف، بدء العملية ردًّا على «الانتهاكات الإسرائيلية في باحات المَسْجِدِ الأقصى المُبَارك واعتداء المُستوطنين الإسرائيليين على المُواطنين الفلسطينيين في القُدس والضّفّة والدّاخل المُحتَل»

### حكومة وحدة الطوارئ المقترحة
أصدر زعيم هناك مستقبل ورئيس الوزراء السابق يائير لابيد، ورئيس الوحدة الوطنية بيني غانتس، وزعيم حزب إسرائيل بيتنا أفيغدور ليبرمان، وزعيمة حزب العمل ميراف ميخائيلي بيانًا مشتركًا أعربوا فيه عن الدعم الكامل للجيش الإسرائيلي والوحدة مع الحكومة، قائلين: "في مثل هذه الأوقات، لا توجد معارضة أو ائتلاف في إسرائيل".
اقترح نتنياهو أن يدخل حزب هناك مستقبل والوحدة الوطنية في حكومة وحدة طارئة مع ائتلافه الذي يقوده الليكود، بعد أن حث لابيد نتنياهو على "وضع خلافاتنا جانبًا وتشكيل حكومة طوارئ ضيقة ومهنية". وقال لابيد إن إسرائيل لا تستطيع إدارة الحرب بفعالية في ظل "التشكيلة المتطرفة والمختلة للحكومة الحالية" ودعا نتنياهو إلى طرد الحزب الصهيوني الديني اليميني المتطرف وحزبي عظمة يهودية كشرط لانضمام حزب هناك مستقبل إلى وحدة طوارئ الحكومة.
اجتمع حزب الوحدة الوطنية مع الليكود في 9 أكتوبر لمناقشة تشكيل حكومة وحدة محتملة، وقال الليكود إن حكومة الوحدة الطارئة ستكون مماثلة لتلك التي تم تشكيلها قبل حرب الأيام الستة في عام 1967. وقد تعاون ليفي أشكول وزعيم المعارضة آنذاك مناحيم بيغن طوال مدة الحرب في الحكومة الإسرائيلية الثالثة عشرة.

## أعضاء الحكومة
وسيكون هناك ثلاثة أعضاء ومراقبان:
| الحقيبة                  | صاحب المنصب     | الحزب | الحزب                  |
| ------------------------ | --------------- | ----- | ---------------------- |
| رئيس الوزراء             | بنيامين نتنياهو |       | ليكود                  |
| وزير الدفاع              | يوآف غالانت     |       | ليكود                  |
| وزير بلا حقيبة وزارية    | بيني غانتس      |       | معسكر الدولة (إسرائيل) |
| وزير الشؤون الاستراتيجية | رون ديرمر       |       | [ ا ]                  |
| وزير من دون حقيبة وزارية | غادي أيزنكوت    |       | معسكر الدولة (إسرائيل) |